# Міхеїл Хуцішвілі
Міхеїл Хуцішвілі (груз. მიხეილ ხუციშვილი; нар. 28 січня 1979, Тбілісі, Грузинська РСР) — грузинський футболіст, нападник. Несподівано завершив кар'єру через серйозні проблеми з серцем. Станом на січень 2016 року — генеральнии директор ФК «Динамо» (Тбілісі).

## Життєпис
Футбольну кар'єру розпочав у «Цінері» (Цхінвалі), але вже наступного року опинився в структурі «Динамо» (Тбілісі). На ранньому етапі кар'єри захищав кольори грузинських клубів «Локомотив» (Тбілісі) та «Мерані-91» (Тбілісі), а також молдовського клубу «Шериф».
У 1997 році провів 2 поєдинки у футболці юнацької збірної Грузії (U-18).
У 2002 році переїхав до Греції, де провів першу частину сезону у «Каламаті», а другу — в «ПАС Яніна».
У січні 2004 року повернувся до Грузії, де став гравцем «Торпедо» (Кутаїсі), але шість місяців по тому переїхав до Азербайджану, підписав контракт з «Гянджею».
У січні «Сіоні» (Болнісі) повернув його до Грузії, що виявилося трансферним влучанням клубу, оскільки він став частиною команди, яка виграла чемпіонат 2005/06. Влітку 2006 року відбулося повернення до свого колишнього клубу, тбіліського «Динамо». Він провів у «Динамо» 2 сезони, виграв ще один чемпіонат Грузії 2007/08 і став того ж сезону найкращим бомбардиром чемпіонату.
Влітку 2008 року перейшов до азербайджанського «Олімпіка» (Баку), але 6 місяців по тому клуб сербської Суперліги «Воєводина» запропонував йому контракт. Влітку 2009 року у «Воєводині» до нього приєднався ще один гравець збірної Грузії Гіоргі Мерабішвілі, але того сезону у Міхеїла почалися проблеми зі здоров’ям, і після діагностики серцевих проблем у 2010 році він завершив кар’єру гравця.
Після завершення кар'єри протягом 6 місяців займав посаду головного скауту «Воєводини». Наступні півроку працював спортивним директором «Діли» (Горі), після чого 4 року займав посаду генерального директору «Зестафоні», перш ніж восени 2015 року перейшов на аналогічну посаду до гранду грузинського футболу, «Динамо» (Тбілісі).

## Досягнення

### Клубні
«Сіоні» (Болнісі)
- Ліга Еровнулі
  -  Чемпіон (1): 2005/06

«Динамо» (Тбілісі)
- / Ліга Еровнулі
  -  Чемпіон (2): 1997/98[2], 2007/08

### Індивідуальні
- Найкращий бомбардир Ліги Умаглесі: 2007/08